# Roamer (Automarke)
Roamer war eine US-amerikanische Automarke.

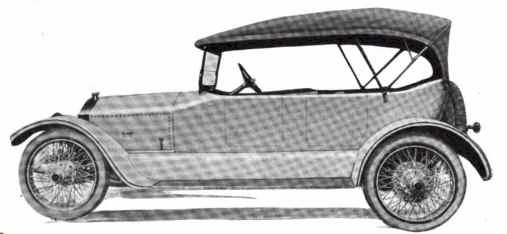
Roamer von 1916

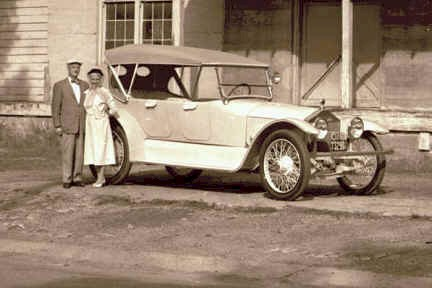
Roamer von 1919

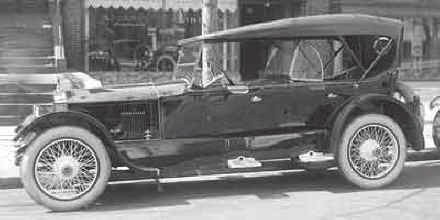
Roamer von 1920

## Markengeschichte
Die Barley Motor Car Company aus Streator in Illinois führte 1916 diese Marke neu ein. Die Produktion fand im ehemaligen Werk der Michigan Buggy Company in Kalamazoo in Michigan statt. Wenig später wurde auch der Unternehmenssitz dorthin verlagert.
1917 änderte sich die Firmierung in Barley Motor Car Company und 1924 in Roamer Motor Car Company. 1929 endete die Produktion.

## Fahrzeuge
Im Angebot standen Modelle mit zugekauften Motoren. Es waren Vierzylindermotoren von Duesenberg in der Zeit von 1918 bis 1924, Sechszylindermotoren von der Continental Motors Company und Achtzylindermotoren von Lycoming. Die Aufbauten sind der nachstehenden Tabelle zu entnehmen.
1916 gab es nur den 23 HP mit einem Sechszylindermotor. Er war mit 23 PS angegeben. Das Fahrgestell hatte 315 cm Radstand.
1917 blieb dieses Modell im Sortiment. Der 38 HP kam dazu. Sein Sechszylindermotor war mit 38 PS angegeben. Der Radstand betrug 343 cm.
Von 1918 bis 1919 gab es mit dem Model D-4-75 erstmals ein Vierzylindermodell. Der Motor leistete 75 PS. Dazu kam das Model C-6-54, dessen Sechszylindermotor 54 PS leistete. Beide hatten 325 cm Radstand.
1920 ist kein Vierzylindermodell genannt. Beim Model C-6-54 wurde der Radstand um ein Viertel Zoll auf 326 cm verlängert.
1921 leistete der Motor des Model D-4-75 80 PS. Das Sechszylindermodell blieb motorenseitig unverändert. Beide hatten 330 cm Radstand.
1922 sah eine Rückkehr zu Motorleistung und Radstand auf den Stand von 1919. Die Fahrzeuge wurden nun Model 4-75-E und Model 6-45 E genannt, wobei die erste Zahl wie gewohnt für die Anzahl der Zylinder stand.
1923 ist erneut kein Vierzylindermodell genannt. Das Model 6-54 war sowohl mit 325 cm als auch mit 351 cm Radstand erhältlich.
1924 stand das Model 4-75 möglicherweise wieder im Sortiment. Beim Model 6-54 entfiel der längere Radstand.
1925 bestand das Angebot nur aus dem neuen Model 8-88. Sein Achtzylindermotor leistete 88 PS. Der Radstand betrug 340 cm.
1926 wurde sein Radstand um 5 cm auf 335 cm gekürzt. Außerdem wurde mit dem Model 6-50 wieder kurzzeitig ein Sechszylindermodell eingeführt. Sein Motor leistete 50 PS. Der Radstand maß 292 cm.
1927 blieb das Model 8-88 unverändert. Das etwas kleinere und schwächere Model 8-80 kam dazu. Er hatte 80 PS und 320 cm Radstand.
1928 sah die Beschränkung auf das Model 8-88. Der Radstand betrug nun 345 cm.
1929 gab es keine Änderungen.

## Modellübersicht
| Jahr      | Modell       | Zylinder | Leistung (PS) | Radstand (cm) | Aufbau |
| --------- | ------------ | -------- | ------------- | ------------- | --- |
| 1916      | 23 HP        | 6        | 23            | 315           | Tourenwagen 5-sitzig |
| 1917      | 23 HP        | 6        | 23            | 315           | Tourenwagen 5-sitzig, Limousine, Town Car |
| 1917      | 38 HP        | 6        | 38            | 343           | Tourenwagen |
| 1918–1919 | Model C-6-54 | 6        | 54            | 325           | Tourenwagen 4-sitzig und 7-sitzig, Sport 4-sitzig, Roadster 2-sitzig und 4-sitzig, Cabriolet, Town Car, Touren-Limousine, Limousine                                          |
| 1918–1919 | Model D-4-75 | 4        | 75            | 325           | Tourenwagen 4-sitzig und 7-sitzig |
| 1920      | Model C-6-54 | 6        | 54            | 326           | Tourenwagen 4-sitzig und 7-sitzig, Sport 4-sitzig, Roadster 2-sitzig und 4-sitzig, Cabriolet 3-sitzig, Coupé 4-sitzig, Limousine 5-sitzig und 7-sitzig, Town Car 7-sitzig    |
| 1921      | Model C-6-54 | 6        | 54            | 330           | Tourenwagen 4-sitzig und 7-sitzig, Roadster 4-sitzig, Sport 4-sitzig, Speedster 2-sitzig, Coupé 4-sitzig, Limousine 5-sitzig, Town Car 5-sitzig, Suburban Limousine 7-sitzig |
| 1921      | Model D-4-75 | 4        | 80            | 330           | Roadster 4-sitzig, Sport 4-sitzig, Tourenwagen 7-sitzig, Speedster 2-sitzig                                                                                                  |
| 1922      | Model 4-75-E | 4        | 75            | 325           | Tourenwagen 4-sitzig, Sport 4-sitzig, Roadster 4-sitzig, Speedster 2-sitzig, Limousine 4-sitzig                                                                              |
| 1922      | Model 6-45 E | 6        | 54            | 325           | Tourenwagen 5-sitzig und 7-sitzig, Cabriolet 3-sitzig, Coupé 5-sitzig, Sport 4-sitzig, Limousine 5-sitzig und 7-sitzig                                                       |
| 1923      | Model 6-54   | 6        | 54            | 325 und 351   | Tourenwagen 4-sitzig, Roadster 2-sitzig und 4-sitzig, Sport 4-sitzig, Cabriolet 3-sitzig, Coupé 5-sitzig,                                                                    |
| 1924      | Model 6-54   | 6        | 54            | 325           | Tourenwagen 4-sitzig und 7-sitzig, Roadster 2-sitzig und 4-sitzig, Sport 4-sitzig, Cabriolet 3-sitzig, Limousine 5-sitzig                                                    |
| 1925      | Model 8-88   | 8        | 88            | 340           | Tourenwagen 5-sitzig und 7-sitzig, Sport 4-sitzig, Roadster 2-sitzig und 4-sitzig, Cabriolet 3-sitzig, Limousine 5-sitzig, Special Sport Limousine 5-sitzig                  |
| 1926      | Model 6-50   | 6        | 50            | 292           | Tourenwagen 5-sitzig |
| 1926      | Model 8-88   | 8        | 88            | 335           | Tourenwagen 5-sitzig und 7-sitzig, Sport 5-sitzig, Roadster 2-sitzig und 4-sitzig, Cabriolet 3-sitzig, Limousine 5-sitzig, Speedster 2-sitzig, Brougham 5-sitzig             |
| 1927      | Model 8-80   | 8        | 80            | 320           | Limousine 5-sitzig, Coupé 2-sitzig, Roadster 2-sitzig, Brougham 4-sitzig |
| 1927      | Model 8-88   | 8        | 88            | 335           | Tourenwagen 5-sitzig und 7-sitzig, Roadster 3-sitzig, Cabriolet 3-sitzig, Limousine 5-sitzig und 7-sitzig, Speedster 2-sitzig, Brougham 5-sitzig                             |
| 1928      | Model 8-88   | 8        | 88            | 345           | Limousine 5-sitzig und 7-sitzig, Speedster 2-sitzig, Tourenwagen 5-sitzig, Roadster 2-sitzig und 4-sitzig                                                                    |
| 1929      | Model 8-88   | 8        | 88            | 345           | Limousine 5-sitzig und 7-sitzig, Speedster 2-sitzig, Tourenwagen 5-sitzig, Roadster 2-sitzig und 4-sitzig                                                                    |

## Produktionszahlen

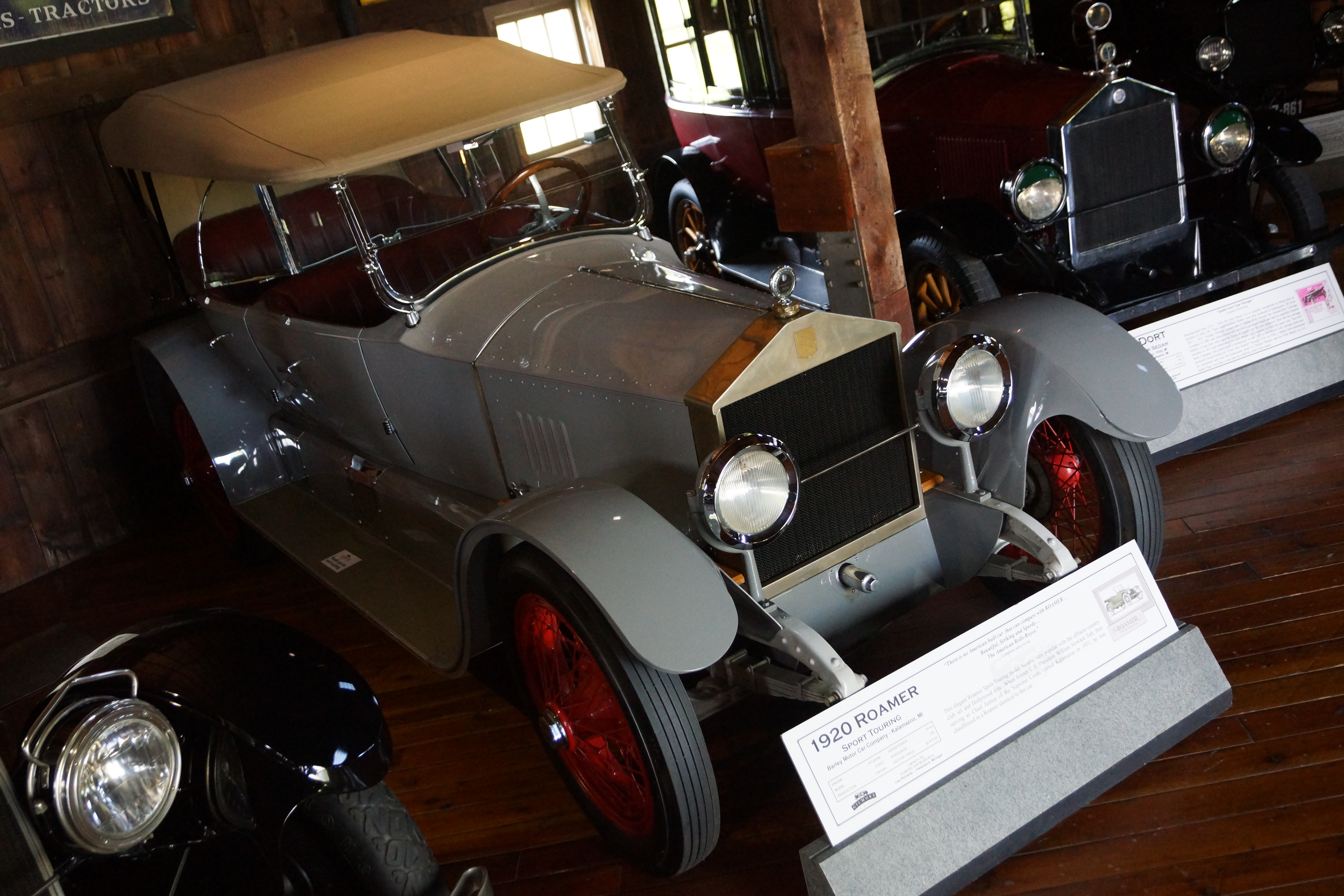
Roamer Model 6-54-E von 1920

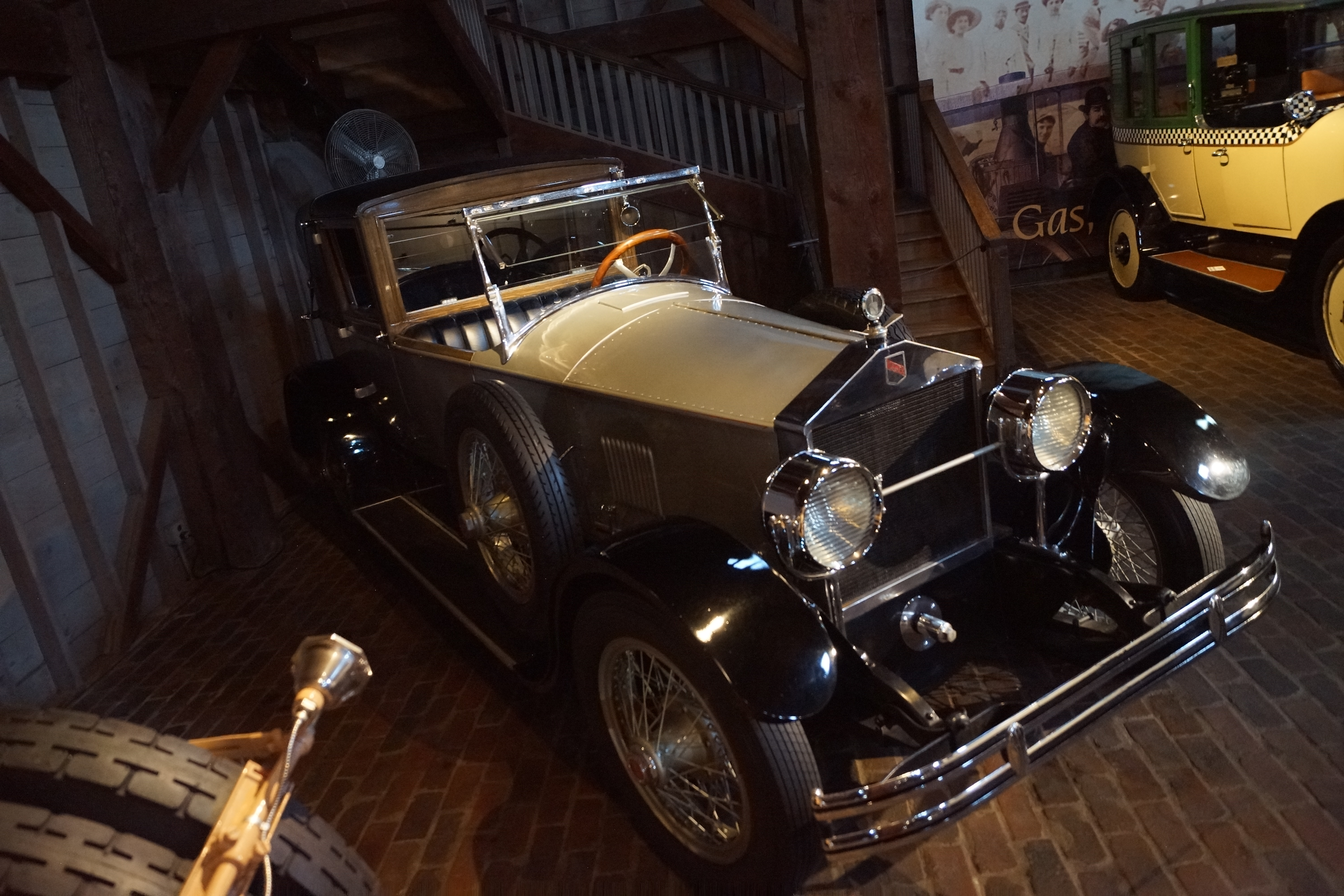
Roamer Model 6-54-E von 1921

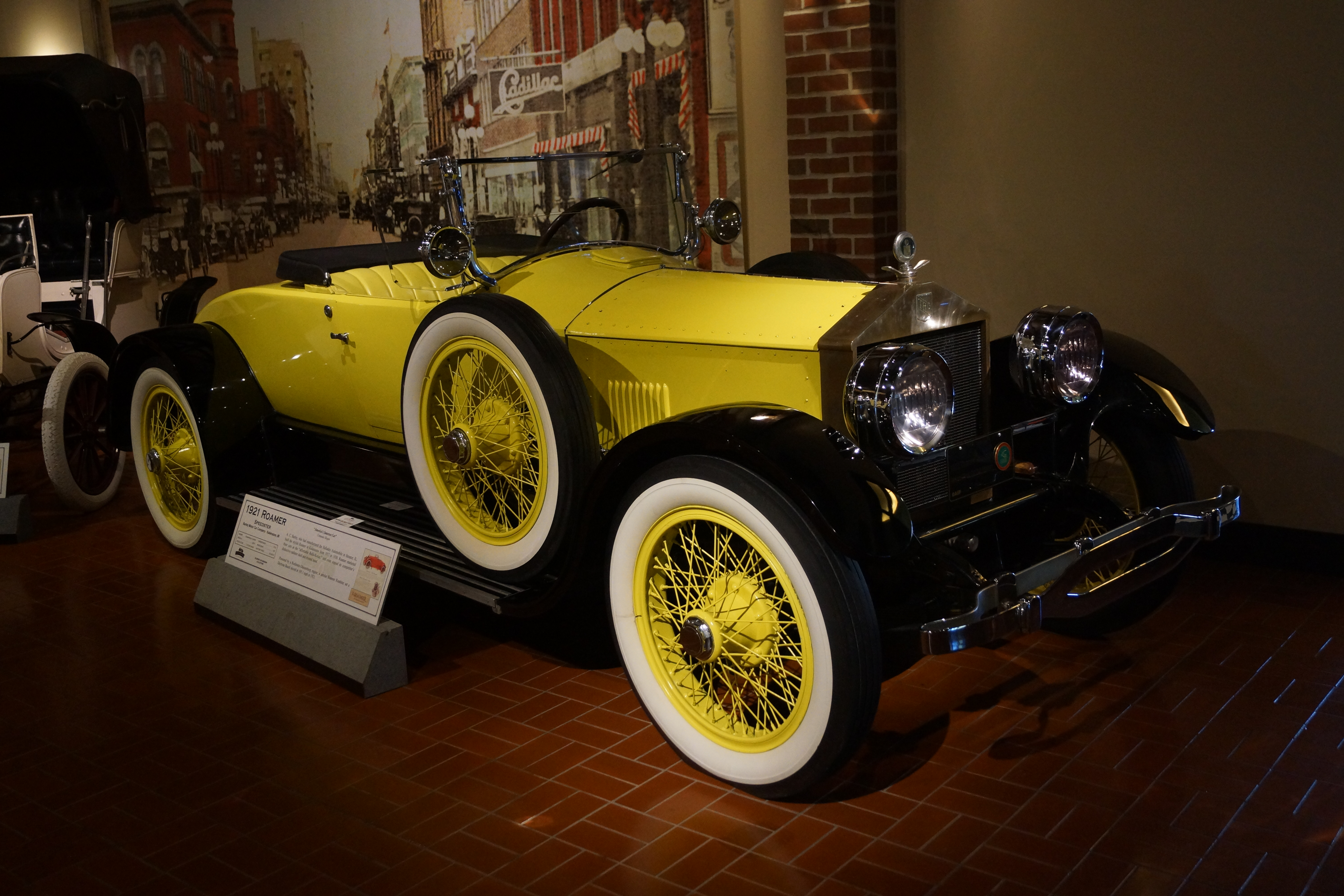
Roamer Model D-4-75 von 1922

Nachstehend die jährlichen Produktionszahlen. Zu beachten ist, dass die Zahlen für 1923 und 1924 die Fahrzeuge der Marke Barley beinhalten.
| Jahr  | Produktionszahl |
| ----- | --------------- |
| 1916  | 689             |
| 1917  | 898             |
| 1918  | 1.483           |
| 1919  | 1.110           |
| 1920  | 1.630           |
| 1921  | 1.310           |
| 1922  | 1.418           |
| 1923  | 1.918           |
| 1924  | 723             |
| 1925  | 212             |
| 1926  | 137             |
| 1927  | 88              |
| 1928  | 35              |
| 1929  | 2               |
| Summe | 11.653          |

Drei erhaltene Fahrzeuge sind im Gilmore Car Museum ausgestellt. Die Angaben im Museum weichen etwas von den Angaben in der Literatur ab.